# Milan Hochel
Milan Hochel (28. července 1944, Veselé (okres Piešťany) - 5. února 2006) byl slovenský fotbalista, obránce. Po skončení aktivní kariéry působil na regionální úrovni jako trenér.

## Fotbalová kariéra
V československé lize hrál za Jednotu Trenčín. Nastoupil ve 46 ligových utkáních. Z Trenčína přestoupil do ZVL Považská Bystrica.

## Ligová bilance
| Ročník                                     | Zápasy | Góly | Klub            |
| ------------------------------------------ | ------ | ---- | --------------- |
| 1. československá fotbalová liga 1965/1966 | 12     | 0    | Jednota Trenčín |
| 1. československá fotbalová liga 1966/1967 | 8      | 0    | Jednota Trenčín |
| 1. československá fotbalová liga 1967/1968 | 20     | 0    | Jednota Trenčín |
| 1. československá fotbalová liga 1968/1969 | 6      | 0    | Jednota Trenčín |
| CELKEM                                     | 46     | 0    |                 |